# Heinrich von Kempten

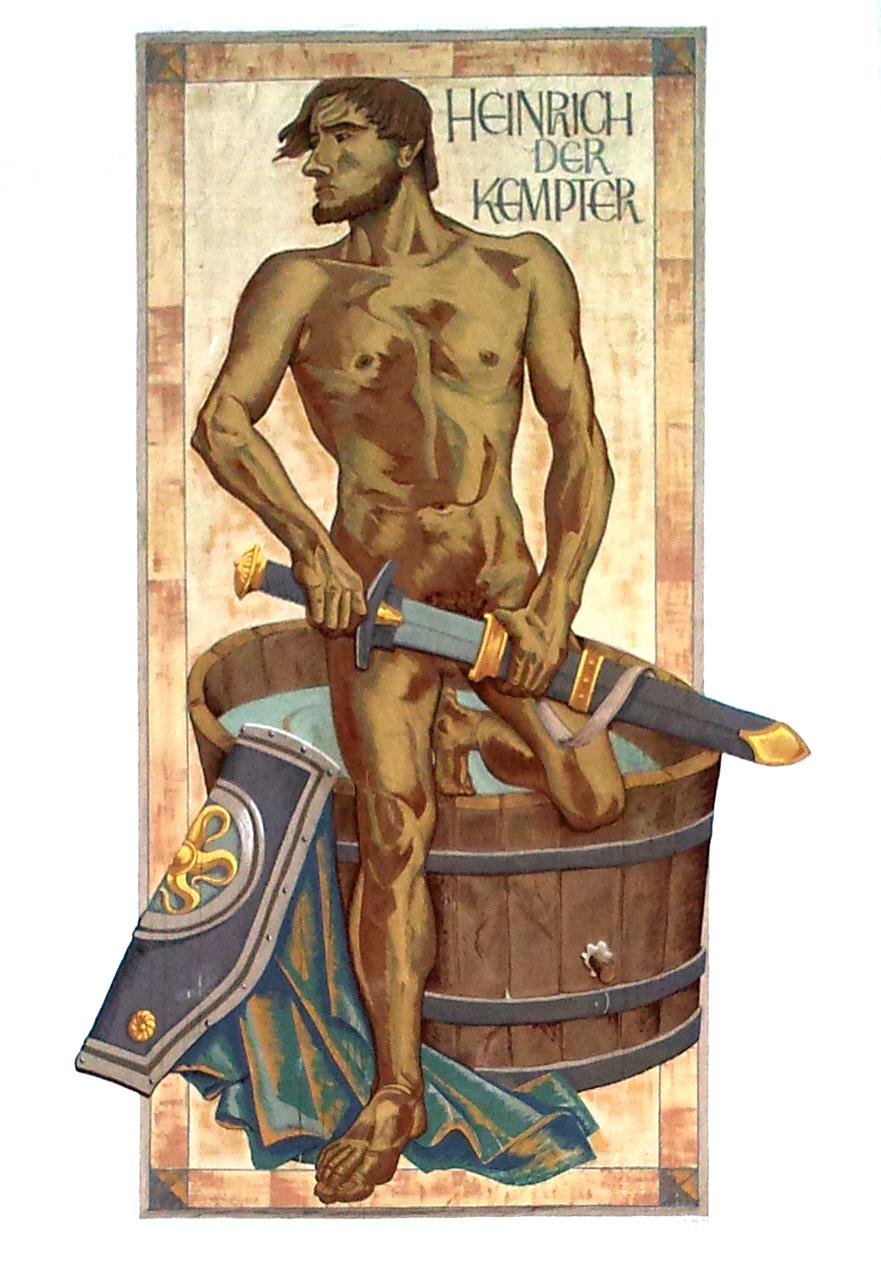
Wandmalerei an der Südfassade des Kemptener Rathauses

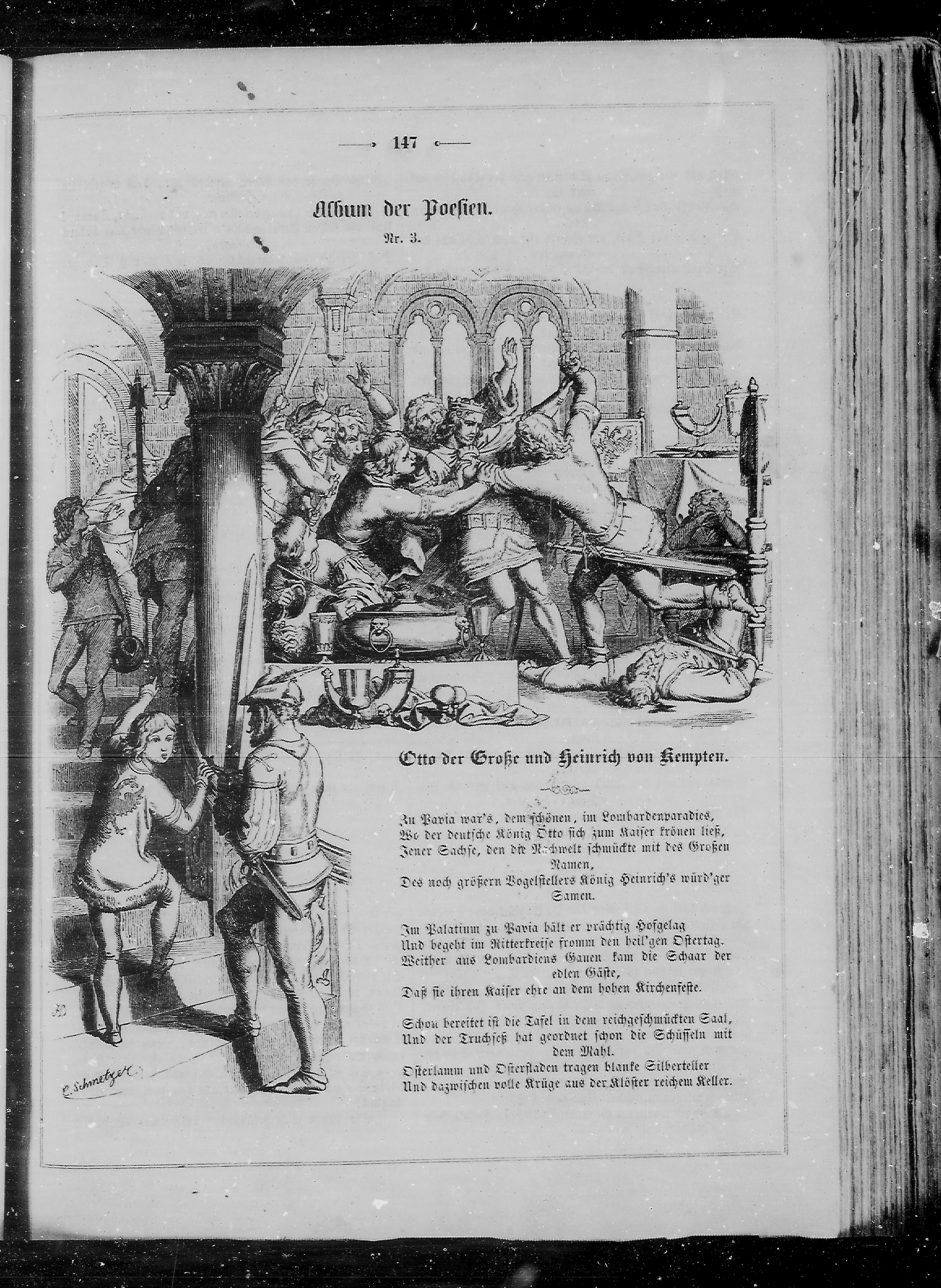
Album der Poesien (Otto der Große und Heinrich von Kempten), Die Gartenlaube (1853), Seite 147

Heinrich von Kempten (auch Otte mit dem Barte) ist eine mittelhochdeutsche Verserzählung, die Konrad von Würzburg in der zweiten Hälfte des 13. Jahrhunderts verfasste. In einem ersten Teil wird die Verbannung des Ritters Heinrich vom Hofe des Kaisers Otto erzählt und im zweiten Teil die Zurückgewinnung der kaiserlichen Gnade.

## Inhalt
Die Handlung setzt ohne Prolog ein.

### 1. Teil: Hofteil
Während des Osterfestes in der Burg zu Bamberg nimmt der Sohn des Herzogs von Schwaben vor der offiziellen Eröffnung des Mahls ein Brot vom Tisch. Wegen dieses Verstoßes gegen die höfische Sitte wird er vom Truchsessen des Kaisers Otto geschlagen. Als Gegenreaktion erschlägt nun der Ritter Heinrich von Kempten den Truchsessen mit einem Knüppel, um die Gewalt gegen den adligen Jungen zu ahnden, der sich in seiner Obhut befindet. Als der Kaiser hinzutritt, ist er erzürnt über den Tod des Truchsessen, so dass er Heinrich zum Tode verurteilt. Dieser erhält keine Möglichkeit, seine Position darzustellen, so dass er dem Kaiser ein Messer an die Kehle setzt. Notgedrungen muss der Kaiser das Todesurteil zurücknehmen; aber er untersagt Heinrich, jemals wieder an den Hof zu kommen. Heinrich kehrt daraufhin unbehelligt nach Schwaben zurück.

### 2. Teil: Italienteil
Kaiser Otto möchte Krieg führen, und auch Heinrichs Herr muss als Vasall den Kaiser unterstützen. Dieser zwingt Heinrich als dessen Ministerialen, mit an den Hof zu kommen. Der Kaiser verhandelt mit der Delegation einer belagerten Stadt. Diese plant jedoch, den Kaiser zu ermorden. Zur selben Zeit badet Heinrich in der Nähe und springt unverzüglich aus dem Zuber, um den Kaiser zwar bewaffnet, aber ohne jegliche Kleidung zu verteidigen. Nach dem Sieg über die Städter verschwindet Heinrich unerkannt. Der gerettete Kaiser kehrt in sein Lager zurück und möchte die Identität seines Retters klären. Nachdem Heinrich benannt ist, kommt es zu einer Versöhnung zwischen Heinrich und dem Kaiser.
Im Epilog ruft der Erzähler alle Ritter zu beherztem Handeln, dem Vorbild des Heinrich von Kempten folgend, auf.

## Überlieferung
Sechs vollständige Handschriften (Hss.) und ein Fragment überliefern dieses Werk; der Versumfang schwankt zwischen 722 und 770 Versen. Der ‚Heinrich von Kempten’ ist in Sammel- und Miszellanhandschriften zusammen mit anderen Werken unterschiedlicher Gattungen überliefert. Die Hss. werden in das 14. und 15. Jahrhundert datiert, eine in das 17. Jahrhundert. Die Sprache ist durchgängig Oberdeutsch mit den Varietäten Bairisch und Oberpfälzisch sowie Rhein-/Mittelfränkisch (nur Hs. H).
Nur in den Hss. P, K, H, V, I trägt das Werk einen Titel in leicht unterschiedlicher Formulierung: Von keiser otten.

## Stoffgeschichte
Im Epilog beruft sich der Erzähler auf lateinische Quellen und tatsächlich sind die Fabeln der beiden Teile in lateinischen, jedoch auch deutschen Chroniken  enthalten. Eine direkte Quelle Konrads ist jedoch nicht bestimmbar, weil es keine vollkommene Übereinstimmung mit einem anderen Text gibt und weil die Chroniken immer nur entweder den ersten (Hofteil) oder den zweiten Teil (Italienteil) enthalten. Ob die Quelle verloren ist oder ob Konrad selbst die direkte Verbindung zweier Teile schuf, ist nicht feststellbar.
Zwar überliefern Lokalsagen den Stoff, die deutlicher als die Chroniken mit Konrads Fassung übereinstimmen; jedoch sind diese Sagen erst in späterer Zeit greifbar, und es ist daher nicht auszumachen, ob die Sagen auf Konrads Text beruhen, ob Konrad die Sagen als Vorlagen nutzte, oder ob beide eine andere Quelle haben.

## Forschung
In der Forschung besteht Einigkeit in der ambivalenten Kennzeichnung der einzelnen Figuren und Handlungsweisen. Der Junge, der Truchsess, Heinrich, Otto, die Städter sind alle sowohl Täter als auch Opfer. Die gültigen Herrscher- und Rittertugenden (s. Fürstenspiegel) sind im Text zwar thematisiert, aber nicht exemplarisch, sondern gebrochen erzählt. So spiegelt bspw. die Kennzeichnung des Kaisers Otto als übel man, als schlechten Menschen, ein unangemessenes Verhalten eines Kaisers. Das latente Konfliktpotenzial kann durch den Rezipienten damit sofort erkannt werden.
Opinio communis ist, dass sich der Kaiser Otto zu Beginn von Affekten leiten lässt und sich am Ende selbst kontrollieren kann. Heinrich von Kempten setzt stets rohe Gewalt ein, kann sich aber durch die Rettung des Kaisers als Held bewähren.
Gerade durch diese Ambivalenz wird die Komplexität der Erzählung erzeugt. Denn der Text entzieht sich dadurch einer einheitlichen Botschaft. Es scheint eher ein Thematisieren von Konfliktregulierung im Vordergrund zu stehen: Das Thematisieren der Funktionen von Gewalt, die sowohl Ordnung herstellen und bewahren, als auch bedrohen und zerstören kann. Die Übertreibung und die Drastik der Beschreibung sowie die Unwahrscheinlichkeit der Ereigniskette haben in der Forschung auch die Deutungen der Komisierung und Ironisierung aufgeworfen.
Am Ende bietet der Text keine normative Antwort darauf, wie „man“ sich etwa am besten verhalten könnte, wie mit Gewalt umzugehen sei oder wann diese in welcher Form einzusetzen sei, sondern er weist mehrdeutige Wertungen von Figuren und Handlungsweisen in Bezug auf Gewalt auf.

## Textausgaben
- Kleinere Dichtungen Konrads von Würzburg, I: Der Welt Lohn – Das Herzmaere – Heinrich von Kempten. Hrsg. von Edward Schröder. 3. Aufl. Berlin 1959.
- Konrad von Würzburg: Heinrich von Kempten, Der Welt Lohn, Das Herzmaere. Mittelhochdeutscher Text nach der Ausgabe von Edward Schröder. Übersetzt, mit Anmerkungen und einem Nachwort versehen von Heinz Rölleke. Stuttgart 2000.
- Konrad von Würzburg: Kaiser Otto und Heinrich von Kempten: Abbildung der gesamten Überlieferung und Materialien zur Stoffgeschichte (= Litterae 109). Hrsg. von André Schnyder. Göppingen 1989.
- K. A. Hahn: Otte mit dem Barte. Quedlinburg/Leipzig 1838.